# Franklin Frederick Korell
Franklin Frederick Korell (ur. 23 lipca 1889 w Portland, Oregon, zm. 7 czerwca 1965 w Arlington, Wirginia) – amerykański wojskowy, prawnik i polityk związany z Partią Republikańską.
W latach 1927–1931 reprezentował trzeci okręg wyborczy w stanie Oregon w Izbie Reprezentantów Stanów Zjednoczonych. Po śmierci jego ciało zostało pochowane na Narodowym Cmentarzu w Arlington w Wirginii.